# Гах Дмитро
Дмитро́ Микола́йович Гах (псевдо: «Скуба»; (10 жовтня 1919, с. Хриплин – 27 вересня 1945, біля с. Воскресинці Коломийського району, Івано-Франківська область) – діяч УПА, командир куреня «Гайдамаки» у складі ВО-4 «Говерля», Лицар Срібного хреста бойової заслуги УПА 1 класу.

## Життєпис
Народився Дмитро Гах 10 жовтня 1919 року в селі Хриплин в селянській родині Миколи та Софії Гахів. Навчався в «Рідній школі» в Станіславові, де зустрів чимало друзів по підпільній боротьбі.
Член товариства «Просвіта», братства «Тверезість». Працював робітником на залізниці. Член ОУН. На початку другої світової війни потрапив у німецький полон, де зустрів німецького офіцера Бурду з Івано-Франківщини, який і допоміг вирватися на волю, про що розповів обласній газеті «Галичина» колишній політичний в'язень Іван Прошак.
У 1940 році призваний до Червоної армії, де служив командиром танка. У 1941 року, на початку німецько-радянської війни потрапив в полон, перебував у таборі для військовополонених. Після звільнення служив у батальйоні «Нахтіґаль» (?-08.1941), а відтак 201-му батальйоні охоронної поліції «Шуцманшафт» (10.1941-12.1942), де мав звання лейтенанта. В УНС із 1943 року. Командир чоти вишкільного куреня УНС імені Євгена Коновальця «Чорні чорти» (07.1943 — весна 1944), сотні «Сурма» (весна 1944 — 10.1944), куреня «Гайдамаки» ТВ-21 «Гуцульщина» (10.1944-09.1945).
На вишкільній роботі показав себе як бездоганний знавець військової справи. Попри те, що Дмитро Гах був суворим і вимогливим вихователем, бійці любили його за демократичність і душевність. «Скуба» ніколи не вивищувався над курсантами, поділяв із вихованцями усі тяготи військово-польового побуту. Обожнювали його і місцеві жителі.
Загинув через трагічну випадковість: під час обстрілу бійцями його куреня військових об'єктів у Коломиї неправильно заряджена міна розірвалась і осколком потрапив командиру у сонну артерію. Стрільці занесли пораненого Дмитра Гаха в гори і по дорозі в Кривобродах він помер. Похований між селами Кривоброди і Пилипи Коломийського району Івано-Франківської області. Старший булавний (10.1944), хорунжий (15.04.1945), поручник (31.08.1945), майор (27.09.1945) УПА.

## Нагороди
- Згідно з Наказом Головного військового штабу УПА ч. 1/45 від 25.04.1945 року командир куреня «Гайдамаки» ТВ 21 «Гуцульщина» Дмитро Гах — «Скуба» відзначений Срібним хрестом Бойової Заслуги УПА 1 класу.[4]

## Вшанування пам'яті
- 14 жовтня 2017 року від імені Координаційної ради з вшанування пам'яті нагороджених Лицарів ОУН і УПА в м. Івано-Франківську Срібний хрест бойової заслуги УПА 1 класу (№ 006) передано Ганні Шукало, племінниці Дмитра Гаха-«Скуби».